# Cowboys (film, 2020)
Pour les articles homonymes, voir Cowboy.
Pour plus de détails, voir Fiche technique et Distribution.
Cowboys est un film dramatique américain réalisé par Anna Kerrigan, sorti en 2021. 

## Synopsis
Cowboys est un drame familial dans lequel Troy, séparé de sa femme Sally, emmène Joe, son fils transgenre dans le Montana pour vivre la vie de garçon à laquelle Joe rêve, contre l'avis de sa mère Sally, qui accepte mal sa transition FtM (de fille à garçon),.

## Fiche technique
Sauf indication contraire ou complémentaire, les informations mentionnées dans cette section peuvent être confirmées par la base de données IMDb.
- Titre original : Cowboys
- Titre français : Cowboys
- Réalisation : Anna Kerrigan
- Scénario : Anna Kerrigan
- Musique : Gene Back
- Décors : Lance Mitchell
- Costumes : Emily Moran
- Photographie : John Wakayama Carey
- Montage : Jarrah Gurrie
- Production : Gigi Graff, Anna Kerrigan, Chris Laszlo, Chris Parker et Dylan Sellers
- Sociétés de production : Limelight
- Société de distribution : Samuel Goldwyn Films
- Pays de production :  États-Unis
- Langue originale : anglais
- Genre : drame
- Durée : 86 minutes
- Dates de sortie :
  - États-Unis : 12 février 2021
  - France : inconnue

## Distribution
- Steve Zahn : Troy
- Jillian Bell : Sally
- Sasha Knight : Joe
- Ann Dowd : Faith
- Gary Farmer : Robert
- Chris Coy : Jerry
- John Reynolds : Grover
- Bob Stephenson : Shérif George Jenkins
- AJ Slaght : Stevie
- John Beasley : Ben